# قائمة رؤساء وزراء أندرا برديش
رئيس وزراء ولاية أندرا برديش الهندية هو رئيس حكومة ولاية أندرا برديش. يذكر دستور الهند أن الحاكم هو رئيس الولاية لكن تقع السلطة التنفيذية بحكم الأمر الواقع على عاتق رئيس الوزراء. عادة ما يدعو الحاكم الحزب (أو الائتلاف) الحاصل على أغلبية المقاعد في الجمعية التشريعية لولاية أندرا برديش لتشكيل الحكومة. يعين الحاكم رئيس الوزراء، ويكون مجلس وزرائه مسؤولاً بشكل أمام الجمعية التشريعية. مدة ولاية رئيس الوزراء خمس سنوات قابلة للتجديد بدون قيود لعدد الفترات.
رأس ولاية أندرا برديش 19 شخص منذ عام 1953 أغلبهم من حزب المؤتمر الوطني الهندي، أولهم تانجوتوري براكاسام من حزب المؤتمر الوطني الهندي وأول من رأس ولاية أندرا برديش الموحدة هو نيلام سانجيفا ريدي في عام 1956، وأطولهم خدمة هو رئيس الوزراء ن. تشاندرا بابو نايدو من حزب تيلوغو ديسام الذي شغل المنصب لأكثر من ثلاثة عشر عامًا في فترات متعددة، بينما كان بي في ناراسيمها راو من حزب تيلوغو ديسام أقصرهم مدة ب 31 يومًا. رئيس الوزراء الحالي هو ن. تشاندرا بابو نايدو من حزب تيلوغو ديسام الذي يرأس الولاية منذ 12 يونيو 2024.

## القائمة

### ولاية أندرا (1953–1956)

ولاية أندرا (1953–1956)

تأسست ولاية أندرا في 1 أكتوبر 1953 بموجب قانون ولاية أندرا، الذي أقره برلمان الهند في سبتمبر عام 1953 في أعقاب حركة أندرا التي تطالب بتقسيم الهند على أسس لغوية. تضمنت ولاية أندرا الجديدة 11 مقاطعة ناطقة باللغة التيلوغوية اقتطعت من ولاية مدراس، كانت كرنول عاصمة وكانت الولاية ذات نظام برلمان وحيد المجلس مع غرفة للجمعية التشريعية.
شغل شخصان منصب رئيس الوزراء في هذه الفترة وهما الاثنان من حزب المؤتمر الوطني الهندي.
| #                                                               | الصورة | الصورة | رئيس الوزراء (العمر) الدائرة الانتخابية     | المدة         | المدة          | المدة           | الانتخابات (الجمعية) | الحزب                 | الحكومة  | يعينه (حاكم الولاية)        |
| #                                                               | الصورة | الصورة | رئيس الوزراء (العمر) الدائرة الانتخابية     | بداية         | نهاية الفترة   | المدة           | الانتخابات (الجمعية) | الحزب                 | الحكومة  | يعينه (حاكم الولاية)        |
| --------------------------------------------------------------- | ------ | ------ | ------------------------------------------- | ------------- | -------------- | --------------- | -------------------- | --------------------- | -------- | --------------------------- |
| 1                                                               |        |        | Tanguturi Prakasam (1913 – 1996) –          | 1 أكتوبر 1953 | 15 نوفمبر 1954 | 1 سنة و45 أيام  | 1952 (الأولى)        | المؤتمر الوطني الهندي | براكاسام | Chandulal Madhavlal Trivedi |
| فرض الحكم الرئاسي في هذه الفترة (15 نوفمبر 1954 – 28 مارس 1955) |        |        |                                             |               |                |                 |                      |                       |          |                             |
| 2                                                               |        |        | Bezawada Gopala Reddy (1913 – 1996) Atmakur | 28 مارس 1955  | 31 أكتوبر 1956 | 1 سنة و217 أيام | 1955 (الثانية)       | المؤتمر الوطني الهندي | جوبالا   | Chandulal Madhavlal Trivedi |

### منذ عام 1956

أندرا براديش (1956–2014)

أندرا براديش (منذ 2014))

تأسست ولاية أندرا براديش رسميًا في الأول من نوفمبر عام 1956 بموجب قانون إعادة تنظيم الولايات في أغسطس عام 1956. تضمن القانون حل ولاية حيدر أباد وضم المناطق الناطقة باللغة التيلوغوية منها إلى ولاية أندرا، أصبحت الولاية ذات النظام برلماني من مجلسين يتكون من مجلسي المجلس التشريعي والجمعية التشريعية.
وأصبحت حيدر أباد عاصمة الولاية الجديدة ثم انتقلت لاحقًا إلى أمارافاتي في عام 2017 بعد تنفيذ قانون إعادة تنظيم ولاية أندرا برديش الذي اقتطع ولاية تلنغانة منها في 2 يونيو 2014 وسبب أيضا تقلص الدوائر الانتخابية من 294 إلى 175. لكن لم يتغير اسم الولاية وظل أندرا براديش..
يوجد حاليًا ما مجموعه 175 دائرة انتخابية في الولاية. المجلس التشريعي هو المجلس الأعلى الذي يضم 58 عضوًا. إن. شاندرابابو نايدو من حزب تيلوجو ديسام هو أطول رؤساء الوزراء خدمة يليه كاسو براهماناندا ريدي من المؤتمر الوطني الهندي. حزبا المؤتمر الوطني الهندي وتيلوجو ديسام هما الحزبان السياسيان اللذان حكما الولاية مدة أطول من باي الأحزاب.
| #                                                                | الصورة         | الصورة                                                 | رئيس الوزراء (العمر) الدائرة الانتخابية                                           | المدة             | المدة              | المدة             | الانتخابات (الجمعية)   | الحزب                                      | الحكومة                        | يعينه (حاكم الولاية)        |
| #                                                                | الصورة         | الصورة                                                 | رئيس الوزراء (العمر) الدائرة الانتخابية                                           | بداية             | نهاية الفترة       | المدة             | الانتخابات (الجمعية)   | الحزب                                      | الحكومة                        | يعينه (حاكم الولاية)        |
| ---------------------------------------------------------------- | -------------- | ------------------------------------------------------ | --------------------------------------------------------------------------------- | ----------------- | ------------------ | ----------------- | ---------------------- | ------------------------------------------ | ------------------------------ | --------------------------- |
| 1                                                                |                |                                                        | نيلام سانجيفا ريدي (1913 – 1996) Srikalahasti                                     | 1 نوفمبر 1956     | 11 يناير 1960      | 3 سنوات و71 أيام  | 1955 (الأولى)          | المؤتمر الوطني الهندي                      | نيلام الأولى                   | Chandulal Madhavlal Trivedi |
| 1                                                                | 1957 (الثاتي)  | نيلام الثانية                                          | نيلام سانجيفا ريدي (1913 – 1996) Srikalahasti                                     | 1 نوفمبر 1956     | 11 يناير 1960      | 3 سنوات و71 أيام  |                        | المؤتمر الوطني الهندي                      |                                | Chandulal Madhavlal Trivedi |
| 2                                                                | 1957 (الثاتي)  |                                                        | Damodaram Sanjivayya (1921 – 1972) Kurnool                                        | 11 يناير 1960     | 12 مارس 1962       | 2 سنوات و60 أيام  | سانجيفايا              | المؤتمر الوطني الهندي                      | Bhim Sen Sachar                |                             |
| (1)                                                              |                | نيلام سانجيفا ريدي (1913 – 1996) Dhone                 | 12 مارس 1962                                                                      | 20 فبراير 1964    | 1 سنة و345 أيام    | 1962 (الثالثة)    | نيلام الثالثة          | المؤتمر الوطني الهندي                      | Bhim Sen Sachar                |                             |
| 3                                                                |                | Kasu Brahmananda Reddy (1909 – 1994) Narasaraopet      | 21 فبراير 1964                                                                    | 30 سبتمبر 1971    | 7 سنوات و221 أيام  | 1962 (الثالثة)    | كاسو الأولى            | المؤتمر الوطني الهندي                      | Satyawant Mallannah Shrinagesh |                             |
| 3                                                                | 1967 (الرابعة) | Kasu Brahmananda Reddy (1909 – 1994) Narasaraopet      | 21 فبراير 1964                                                                    | 30 سبتمبر 1971    | 7 سنوات و221 أيام  | كاسو الثانية      | Pattom A. Thanu Pillai | المؤتمر الوطني الهندي                      |                                |                             |
| 4                                                                |                |                                                        | بي في ناراسيمها راو (1921 – 2004) Manthani                                        | 30 سبتمبر 1971    | 10 يناير 1973      | 1 سنة و102 أيام   | 1972 (الخامسة)         | Indian National Congress (Requisitionists) | ناراسيمها                      | Khandubhai Kasanji Desai    |
| فرض الحكم الرئاسي في هذه الفترة (11 يناير 1973 – 10 ديسمبر 1973) |                |                                                        |                                                                                   |                   |                    |                   |                        |                                            |                                |                             |
| 5                                                                |                |                                                        | Jalagam Vengala Rao (1921 – 1999) Vemsoor                                         | 10 ديسمبر 1973    | 6 مارس 1978        | 4 سنوات و86 أيام  | 1972 (الخامسة)         | Indian National Congress (Requisitionists) | جالجام                         | Khandubhai Kasanji Desai    |
| 6                                                                |                |                                                        | Marri Chenna Reddy (1919 – 1996) Medchal                                          | 6 مارس 1978       | 10 أكتوبر 1980     | 2 سنوات و218 أيام | 1978 (السادسة)         | المؤتمر الوطني الهندي                      | تشينا الأولى                   | Sharda Mukherjee            |
| 7                                                                |                | Tanguturi Anjaiah (1919 – 1986) MLC                    | 11 أكتوبر 1980                                                                    | 24 فبراير 1982    | 1 سنة و136 أيام    | أنجابا            | 1978 (السادسة)         | المؤتمر الوطني الهندي                      | ك. س. إبراهام                  |                             |
| 8                                                                |                | Bhavanam Venkatarami Reddy (1931 – 2002) MLC           | 24 فبراير 1982                                                                    | 20 سبتمبر 1982    | 208 أيام           | بهافانام          | 1978 (السادسة)         | المؤتمر الوطني الهندي                      | ك. س. إبراهام                  |                             |
| 9                                                                |                | Kotla Vijaya Bhaskara Reddy (1920 – 2001) Kurnool      | 20 سبتمبر 1982                                                                    | 9 يناير 1983      | 111 أيام           | كوتلا الأولى      | 1978 (السادسة)         | المؤتمر الوطني الهندي                      | ك. س. إبراهام                  |                             |
| 10                                                               |                |                                                        | Nandamuri Taraka Rama Rao (1923 – 1996) Tirupati                                  | 9 يناير 1983      | 16 أغسطس 1984      | 1 سنة و220 أيام   | 1983 (السابعة)         | حزب تيلوغو ديسام                           | ك. س. إبراهام                  | Taraka I                    |
| 11                                                               |                |                                                        | Nadendla Bhaskara Rao (مواليد 1935) Vemuru                                        | 16 أغسطس 1984     | 16 سبتمبر 1984     | 31 أيام           | 1983 (السابعة)         | حزب تيلوغو ديسام                           | بهاسكارا                       | Thakur Ram Lal              |
| (10)                                                             |                |                                                        | Nandamuri Taraka Rama Rao (1923 – 1996) Tirupati 1984 – 1985 Hindupur 1985 – 1989 | 16 سبتمبر 1984    | 9 مارس 1985        | 174 أيام          | 1983 (السابعة)         | حزب تيلوغو ديسام                           | Taraka I                       | شانكار دايال شارما          |
| (10)                                                             | 9 مارس 1985    | 2 ديسمبر 1989                                          | Nandamuri Taraka Rama Rao (1923 – 1996) Tirupati 1984 – 1985 Hindupur 1985 – 1989 | 4 سنوات و268 أيام | 1985 (الثامنة)     | Taraka II         |                        | حزب تيلوغو ديسام                           |                                | شانكار دايال شارما          |
| (6)                                                              |                |                                                        | Marri Chenna Reddy (1919 – 1996) Sanathnagar                                      | 3 ديسمبر 1989     | 17 ديسمبر 1990     | 1 سنة و14 أيام    | 1989 (التاسعة)         | المؤتمر الوطني الهندي                      | Chenna II                      | Kumudben Joshi              |
| 12                                                               |                | Nedurumalli Janardhana Reddy (1935 – 2014) Venkatagiri | 17 ديسمبر 1990                                                                    | 9 أكتوبر 1992     | 1 سنة و297 أيام    | جاناردانا         | 1989 (التاسعة)         | المؤتمر الوطني الهندي                      | كريشان كانت                    |                             |
| (9)                                                              |                | Kotla Vijaya Bhaskara Reddy (1920 – 2001) Panyam       | 9 أكتوبر 1992                                                                     | 12 ديسمبر 1994    | 2 سنوات و64 أيام   | كوتلا الثانية     | 1989 (التاسعة)         | المؤتمر الوطني الهندي                      | كريشان كانت                    |                             |
| (10)                                                             |                |                                                        | Nandamuri Taraka Rama Rao (1923 – 1996) Hindupur                                  | 12 ديسمبر 1994    | 1 سبتمبر 1995      | 263 أيام          | 1994 (العاشرة)         | حزب تيلوغو ديسام                           | كريشان كانت                    | Taraka III                  |
| 13                                                               |                | Nara Chandrababu Naidu (مواليد 1950) Kuppam            | 1 سبتمبر 1995                                                                     | 11 أكتوبر 1999    | 4 سنوات و40 أيام   | Naidu I           | 1994 (العاشرة)         | حزب تيلوغو ديسام                           | كريشان كانت                    |                             |
| 13                                                               | 11 أكتوبر 1999 | Nara Chandrababu Naidu (مواليد 1950) Kuppam            | 13 مايو 2004                                                                      | 4 سنوات و215 أيام | 1999 (الحادى عشر)  | Naidu II          | C. Rangarajan          | حزب تيلوغو ديسام                           |                                |                             |
| 14                                                               |                |                                                        | Yeduguri Sandinti Rajasekhara Reddy (1949 – 2009) Pulivendla                      | 14 مايو 2004      | 20 مايو 2009       | 5 سنوات و6 أيام   | 2004 (الثاني عشر) ‏     | المؤتمر الوطني الهندي                      | Rajasekhara I                  | Surjit Singh Barnala        |
| 14                                                               | 20 مايو 2009   | 2 سبتمبر 2009                                          | Yeduguri Sandinti Rajasekhara Reddy (1949 – 2009) Pulivendla                      | 105 أيام          | 2009 (الثالث عشر) ‏ | Rajasekhara II    | N. D. Tiwari           | المؤتمر الوطني الهندي                      |                                |                             |
| 15                                                               |                | Konijeti Rosaiah (1933 – 2021) MLC                     | 3 سبتمبر 2009                                                                     | 24 نوفمبر 2010    | 2009 (الثالث عشر) ‏ | 1 سنة و82 أيام    | N. D. Tiwari           | المؤتمر الوطني الهندي                      | Rosaiah                        |                             |
| 16                                                               |                | Nallari Kiran Kumar Reddy (مواليد 1959) Pileru         | 25 نوفمبر 2010                                                                    | 1 مارس 2014       | 2009 (الثالث عشر) ‏ | 3 سنوات و96 أيام  | Kiran                  | المؤتمر الوطني الهندي                      | E. S. L. Narasimhan            |                             |
| فرض الحكم الرئاسي في هذه الفترة (1 مارس 2014 – 7 يونيو 2014)     |                |                                                        |                                                                                   |                   |                    |                   |                        |                                            |                                |                             |
| (13)                                                             |                |                                                        | Nara Chandrababu Naidu (مواليد 1950) Kuppam                                       | 8 يونيو 2014      | 29 مايو 2019       | 4 سنوات و355 أيام | 2014 (الرابع عشر) ‏     | حزب تيلوغو ديسام                           | Naidu III                      | E. S. L. Narasimhan         |
| 17                                                               |                |                                                        | Yeduguri Sandinti Jagan Mohan Reddy (مواليد 1972) Pulivendla                      | 30 مايو 2019      | 11 يونيو 2024      | 5 سنوات و12 أيام  | 2019 (الخامس عشر) ‏     | YSR Congress Party                         | Jagan                          | E. S. L. Narasimhan         |
| (13)                                                             |                |                                                        | Nara Chandrababu Naidu (مواليد 1950) Kuppam                                       | 12 يونيو 2024     | في المنصب          | 1 سنة و0 أيام     | 2024 (السادس عشر) ‏     | حزب تيلوغو ديسام                           | Naidu IV                       | Syed Abdul Nazeer           |

## الإحصائيات

### رؤساء الوزراء حسب المدة
| #  | رئيس الوزراء                        | الحزب                      | المدة في المنصب    | المدة في المنصب    |
| #  | رئيس الوزراء                        | أطول مدة متواصلة           | المدة الإجمالية    |                    |
| -- | ----------------------------------- | -------------------------- | ------------------ | ------------------ |
| 1  | Nara Chandrababu Naidu              | حزب تيلوغو ديسام           | 8 سنوات، 255 يوم   | 14 سنوات و244 أيام |
| 2  | Kasu Brahmananda Reddy              | المؤتمر الوطني الهندي      | 7 سنوات، 221 يوم   | 7 سنوات، 221 يوم   |
| 3  | Nandamuri Taraka Rama Rao           | حزب تيلوغو ديسام           | 5 سنوات، 76 يوم    | 7 سنوات، 194 يوم   |
| 4  | Yeduguri Sandinti Rajasekhara Reddy | المؤتمر الوطني الهندي      | 5 سنوات، 111 يوم   | 5 سنوات، 111 يوم   |
| 5  | Yeduguri Sandinti Jagan Mohan Reddy | YSR Congress Party         | 5 سنوات، 12 يوم    | 5 سنوات، 12 يوم    |
| 6  | نيلام سانجيفا ريدي                  | المؤتمر الوطني الهندي      | 3 سنوات، 71 يوم    | 5 سنوات، 51 يوم    |
| 7  | Jalagam Vengala Rao                 | المؤتمر الوطني الهندي (أر) | 4 سنوات، 86 يوم    | 4 سنوات، 86 يوم    |
| 8  | Marri Chenna Reddy                  | المؤتمر الوطني الهندي (أي) | 2 سنوات، 218 يوم   | 3 سنوات، 232 يوم   |
| 9  | Nallari Kiran Kumar Reddy           | المؤتمر الوطني الهندي      | 3 سنوات، 96 يوم    | 3 سنوات، 96 يوم    |
| 10 | Kotla Vijaya Bhaskara Reddy         | المؤتمر الوطني الهندي (أي) | 2 سنوات، 64 يوم    | 2 سنوات، 175 يوم   |
| 11 | Damodaram Sanjeevaiah               | المؤتمر الوطني الهندي      | 2 سنوات، 60 يوم    | 2 سنوات، 60 يوم    |
| 12 | Nedurumalli Janardhana Reddy        | المؤتمر الوطني الهندي (أي) | سنة واحدة، 297 يوم | سنة واحدة، 297 يوم |
| 13 | Bezawada Gopala Reddy               | المؤتمر الوطني الهندي      | سنة واحدة، 214 يوم | سنة واحدة، 214 يوم |
| 14 | Tanguturi Anjaiah                   | المؤتمر الوطني الهندي (أي) | سنة واحدة، 136 يوم | سنة واحدة، 136 يوم |
| 15 | بي في ناراسيمها راو                 | المؤتمر الوطني الهندي (أر) | سنة واحدة، 102 يوم | سنة واحدة، 102 يوم |
| 16 | Konijeti Rosaiah                    | المؤتمر الوطني الهندي      | سنة واحدة، 82 يوم  | سنة واحدة، 82 يوم  |
| 17 | Tanguturi Prakasam                  | المؤتمر الوطني الهندي      | سنة واحدة، 45 يوم  | سنة واحدة، 45 يوم  |
| 18 | Bhavanam Venkatarami Reddy          | المؤتمر الوطني الهندي (أي) | 208 يوم            | 208 يوم            |
| 19 | Nadendla Bhaskara Rao               | حزب تيلوغو ديسام           | 31 يوم             | 31 يوم             |

### الأحزاب حسب المدة
| # | الحزب                 | عدد رؤساء الوزراء من الحزب | مجموع الأيام |
| - | --------------------- | -------------------------- | ------------ |
| 1 | المؤتمر الوطني الهندي | 15                         | 14644 يوم    |
| 2 | حزب تيلوغو ديسام      | 3                          | 8143 يوم     |
| 3 | YSR Congress Party    | 1                          | 2205 يوم     |

### الجدول الزمني
| إظهار المحتوى |
| ------------- |
|               |

## روابط خارجية
- Official Website of the Office of the Chief Minister